# Stanisław Czetwertyński
Stanisław Czetwertyński, pierwotnie Gachet (ur. 13 czerwca 1903 w Warszawie, zm. 12 kwietnia 1990 w Tryon) – polski tenisista, mistrz i reprezentant Polski.

## Życiorys
Pierwotnie nosił nazwisko „Gachet”, w pierwszej połowie lat 20. został usynowiony przez Włodzimierza Czetwertyńskiego, tj. najprawdopodobniej biologicznego ojca. Należał do grupy pierwszych zawodników Warszawianki.
Czterokrotnie zdobywał mistrzostwo Polski, w tym dwukrotnie indywidualnie (1925 – pokonał Andrzeja Tarnowskiego 6:4, 2:6, 6:4, 7:5, 1926 – pokonał Jerzego Stolarowa 6:2, 6:4, 4:6, 6:1) i dwukrotnie w grze mieszanej (1927 z Wandą Dubieńską, 1928 – z Jadwigą Jędrzejowską). Ponadto dwukrotnie grał w finale mistrzostw Polski w grze pojedynczej (1927 – przegrał z Jerzy Stolarow, 1928 – przegrał z Maksymilianem Stolarowem) i raz w finale debla (z A. Miziewiczem – ulegli M. i J. Stolarowom).
Reprezentował Polskę w zawodach o Puchar Davisa. W 1926 i 1927 wystąpił w dwóch spotkaniach, przegrywając jednak wszystkie cztery mecze. Dwukrotnie wystąpił w międzynarodowych mistrzostwach Francji. W 1926 przegrał swój pierwszy mecz (w drugiej rundzie), w 1927 odpadł w czwartej rundzie (wyeliminował go późniejszy zwycięzca René Lacoste 3:6, 6:8, 3:6). W 1927 doszedł także do ćwierćfinału turnieju w Monte-Carlo.
W Plebiscycie Przeglądu Sportowego na najlepszego sportowca 1926 roku zajął 5. miejsce.

## Odznaczenie
- Srebrny Krzyż Zasługi (19 marca 1931)[7]